# Dazed and Confused (brano musicale)
Dazed and Confused è un brano dell'artista folk Jake Holmes, meglio conosciuto nella versione del gruppo inglese Led Zeppelin contenuto nel loro primo album, Led Zeppelin.

## Jake Holmes
Jake Holmes scrisse e registrò Dazed and Confused per il suo album di debutto "The Above Ground Sound" of Jake Holmes, pubblicato nel giugno 1967 e, come per le altre tracce dell'album, è priva di percussioni. Fu registrata interamente dal trio Jake Holmes (chitarra, tastiera e voce), Ted Irwin (chitarra) e Lee Underwood (basso). La canzone fu erroneamente etichettata come ispirata da un viaggio lisergico. Lo stesso Holmes negò questa tesi nel 2001, in un'intervista al giornale Shindig!.

## Yardbirds
Durante il tour americano degli Yardbirds nel 1967, Jake Holmes si esibì, il 25 agosto, come opener al Village Theater di Greenwich Village, New York. Gli Yardbirds furono colpiti dalla sua performance e decisero di realizzare un proprio arrangiamento di Dazed and Confused. La versione degli Yardbirds si distingue dall'originale per l'alternanza tra lunghe divagazioni strumentali e dinamiche riprese del tema principale.
Jimmy Page affermò che l'idea di utilizzare l'archetto del violino sulla sua Fender Telecaster e Gibson Les Paul nacque da un violinista di nome David McCallum Sr., durante il suo periodo da turnista prima di unirsi agli Yardbirds nel 1966.
Nonostante Dazed and Confused non sia mai stata registrata ufficialmente dalla band londinese, una versione live è presente nell'album Live Yardbirds: Featuring Jimmy Page, registrato nel 1968 ma pubblicato soltanto nel 1971, con il titolo I'm Confused.
Un'altra versione live, registrata per l'apparizione sulla serie TV francese "Bouton Rouge" il 9 marzo 1968, fu pubblicata in Cumular Limit nel 2000, questa volta con il nome Dazed and Confused, e accreditata come Jake Holmes arr. Yardbirds.

## Led Zeppelin
Quando gli Yardbirds si sciolsero (1968), Dazed and Confused fu rielaborata nuovamente da Page, questa volta da membro dei Led Zeppelin. Page mantenne il titolo, introdusse nuove liriche, e cambiò abbastanza melodia da eludere un'eventuale causa di plagio. La versione dei Led Zeppelin non fu accreditata a Jake Holmes, e le venne inoltre assegnato un differente codice ASCAP. Nonostante questo Holmes non intraprese alcuna azione legale all'epoca della pubblicazione, e soltanto successivamente contattò Jimmy Page per discutere delle royalties, ma non ricevette mai risposta.
I Led Zeppelin registrarono la loro versione di Dazed And Confused nell'ottobre 1968 agli Olympic Studios di Londra, e il brano fu incluso nell'album di debutto omonimo, pubblicato il 12 gennaio 1969.
Il brano comincia con una memorabile linea di basso discendente di John Paul Jones, ed è arricchito anche dalle tastiere, suonate dallo stesso Jones; il brano accelera fino all'intermezzo strumentale (nel quale Jimmy Page crea atmosfere rarefatte grazie all'utilizzo dell'archetto di violino), per poi sfociare in un rabbioso assolo di chitarra (molto simile a quello che lo stesso Page aveva registrato in Think About It con gli Yardbirds), prima di ritornare al tema iniziale.
Nell'album live The Song Remains the Same è presente una versione del brano lunga ben 26 minuti e 52 secondi; questa versione live contiene anche alcuni versi tratti dal brano San Francisco (Be Sure to Wear Flowers in Your Hair). Nel concerto tenutosi a Los Angeles nel 1975, la durata del brano raggiunse i 45 minuti.
Dazed and Confused è uno dei 3 brani dei Led Zeppelin in cui Jimmy Page fa uso dell'archetto del violino sulla sua chitarra, insieme a How Many More Times e In The Light.